# Człowiek z Zachodu
Człowiek z Zachodu (ang. The Westerner) – amerykański film z 1940 roku w reżyserii Williama Wylera. Film w 1941 roku otrzymał trzy nominacje do Oscara, z czego ostatecznie zdobył jedną statuetkę.

## Obsada
- Gary Cooper – Cole Harden
- Walter Brennan – sędzia Roy Bean
- Fred Stone – Caliphet Mathews
- Forrest Tucker – Wade Harper
- Chill Wills – Southeast
- Dana Andrews – Hod Johnson